# 日笠陽子の作品
日笠陽子の作品（ひかさようこのさくひん）では、日本の女性声優、歌手である日笠陽子の作品を一覧する。

## シングル
|            | 発売日         | タイトル         | 規格品番   | 規格品番   | オリコン 最高位 |
| 初回限定盤 | 発売日         | タイトル         | 通常盤     |            | オリコン 最高位 |
| ---------- | -------------- | ---------------- | ---------- | ---------- | --------------- |
| 1st        | 2013年5月8日   | 美しき残酷な世界 | PCCG-01343 | PCCG-70180 | 9位             |
| 2nd        | 2013年6月5日   | 終わらない詩     | PCCG-01344 | PCCG-70181 | 15位            |
| 3rd        | 2013年11月13日 | Seek Diamonds    | PCCG-01375 | PCCG-70197 | 29位            |
| 4th        | 2014年2月12日  | EX:FUTURIZE      | PCCG-01385 | PCCG-70201 | 19位            |
| 会場限定   | 2014年10月25日 | みるく定食       |            | BRCG-00029 |                 |

## アルバム
|            | 発売日        | タイトル        | 規格品番                               | 規格品番   | オリコン 最高位 |
| 初回限定盤 | 発売日        | タイトル        | 通常盤                                 |            | オリコン 最高位 |
| ---------- | ------------- | --------------- | -------------------------------------- | ---------- | --------------- |
| コラボ     | 2013年7月17日 | Glamorous Songs | PCCG-01345                             | PCCG-01346 | 11位            |
| 1st        | 2014年9月3日  | Couleur         | PCCG-01417 (CD+BD) PCCG-01418 (CD+DVD) | PCCG-01419 | 13位            |

## 映像作品
|     | 発売日        | タイトル                                   | 規格品番   | 規格品番   |
| BD  | 発売日        | タイトル                                   | DVD        |            |
| --- | ------------- | ------------------------------------------ | ---------- | ---------- |
| 1st | 2014年4月16日 | Glamorous Live                             | PCXP-50217 | PCBP-52291 |
| 2nd | 2015年3月18日 | 日笠陽子ライブツアー「Le Tour de Couleur」 | PCXP-50280 | PCBP-52317 |

## タイアップ曲
| 楽曲               | タイアップ                                     | 時期   |
| ------------------ | ---------------------------------------------- | ------ |
| 美しき残酷な世界   | テレビアニメ『進撃の巨人』エンディングテーマ   | 2013年 |
| 終わらない詩       | アニメ映画『ハル』主題歌                       | 2013年 |
| Seek Diamonds      | テレビアニメ『ダイヤのA』エンディングテーマ    | 2013年 |
| EX:FUTURIZE        | テレビアニメ『Z/X IGNITION』オープニングテーマ | 2014年 |
| 風と散り、空に舞い | PS Vitaゲーム『百華夜光』主題歌                | 2014年 |

## 歌手参加作品
| 発売日        | 商品名                                 | 歌 | 楽曲                       | 備考                                                               |
| ------------- | -------------------------------------- | --- | -------------------------- | ------------------------------------------------------------------ |
| 2012年7月25日 | Project VAOL チャリティーCD 「tetote」 | 浅沼晋太郎、岡本信彦、小野大輔、梶裕貴、木村良平、藤原啓治、前野智昭、井口裕香、伊藤かな恵、伊藤静、井上麻里奈、金元寿子、川澄綾子、喜多村英梨、釘宮理恵、佐藤聡美、佐藤利奈、沢城みゆき、中原麻衣、南條愛乃、能登麻美子、花澤香菜、日笠陽子、ミルキィホームズ、悠木碧 | 「tetote」                 | 東日本大震災のチャリティーCD                                       |
| 2013年5月16日 | The Galaxy Express 999                 | ALI PROJECT、ChouCho、Gero、GRANRODEO、i☆Ris、May'n、nano.RIPE、OLDCODEX、Ray、ZAQ、Zwei、アフィリア・サーガ、いとうかなこ、上坂すみれ、小倉唯、喜多村英梨、串田アキラ、栗林みな実、黒崎真音、小松未可子、サイキックラバー、鈴木このみ、鈴村健一、竹達彩奈、田村ゆかり、茅原実里、富永TOMMY弘明、中島愛、七森中☆ごらく部、南里侑香、野水いおり、日笠陽子、藤田麻衣子、三澤紗千香、水樹奈々、ゆいかおり | 「The Galaxy Express 999」 | ライブイベント『Animelo Summer Live 2013 -FLAG NINE-』テーマソング |

## キャラクターソング
| 発売日   | 商品名                                                                                             | 歌 | 楽曲 | 備考                                                                                     |
| 2009年   | 2009年                                                                                             | 2009年 | 2009年 | 2009年                                                                                   |
| -------- | -------------------------------------------------------------------------------------------------- | --- | --- | ---------------------------------------------------------------------------------------- |
| 4月22日  | Cagayake!GIRLS                                                                                     | 桜高軽音部 | 「Cagayake!GIRLS」 | テレビアニメ『けいおん!』オープニングテーマ                                              |
| 4月22日  | Cagayake!GIRLS                                                                                     | 桜高軽音部 | 「Happy!? Sorry!!」 | テレビアニメ『けいおん!』関連曲                                                          |
| 4月22日  | Don't say "lazy"                                                                                   | 桜高軽音部 | 「Don't say "lazy"」 | テレビアニメ『けいおん!』エンディングテーマ                                              |
| 4月22日  | Don't say "lazy"                                                                                   | 桜高軽音部 | 「Sweet Bitter Beauty Song」 | テレビアニメ『けいおん!』関連曲                                                          |
| 5月20日  | ふわふわ時間                                                                                       | 桜高軽音部 | 「ふわふわ時間」 「翼をください」 | テレビアニメ『けいおん!』劇中歌                                                          |
| 6月17日  | 「けいおん!」イメージソング 秋山澪                                                                 | 秋山澪（日笠陽子） | 「Heart Goes Boom!!」 「Hello Little Girl」 「レッツゴー」                                                                                        | テレビアニメ『けいおん!』関連曲                                                          |
| 7月22日  | 放課後ティータイム                                                                                 | 放課後ティータイム | 「カレーのちライス」 「わたしの恋はホッチキス」 「ふでペン 〜ボールペン〜」 「ふわふわ時間」                                                      | テレビアニメ『けいおん!』劇中歌                                                          |
| 9月2日   | 「けいおん!」オフィシャル バンドやろーよ!!                                                         | 放課後ティータイム | 「Cagayake!GIRLS［5人Ver.］」 「Don't say "lazy"［5人Ver.］」                                                                                     | テレビアニメ『けいおん!』関連曲                                                          |
| 10月7日  | よくわかる現代魔法 オリジナルサウンドトラック                                                      | 如月ミオ（日笠陽子） | 「ディープ・クエスチョン」 「虹色ロマンス」 | テレビアニメ『よくわかる現代魔法』劇中歌                                                 |
| 12月23日 | テレビアニメ『うみねこのなく頃に』 BD・DVD 店舗購入特典「煉獄の七姉妹スペシャルレインボーCD」      | 煉獄の七姉妹 | 「七色の虹かけよう♪〜使役率アップ大作戦〜」 | テレビアニメ『うみねこのなく頃に』関連曲                                                 |
| 2010年   | | | |                                                                                          |
| 2月10日  | Choose Bright!!                                                                                    | 葉山奈由（茅原実里）、神宮寺弥子（寿美菜子）、白石遥（矢作紗友里）、天原清乃（日笠陽子） | 「Choose Bright!!」 | テレビアニメ『ちゅーぶら!!』オープニングテーマ                                           |
| 2月10日  | Choose Bright!!                                                                                    | 葉山奈由（茅原実里）、神宮寺弥子（寿美菜子）、白石遥（矢作紗友里）、天原清乃（日笠陽子） | 「Dear lovely days」 | テレビアニメ『ちゅーぶら!!』関連曲                                                       |
| 2月10日  | Shy Girls                                                                                          | 葉山奈由（茅原実里）、神宮寺弥子（寿美菜子）、白石遥（矢作紗友里）、天原清乃（日笠陽子） | 「Shy Girls」 | テレビアニメ『ちゅーぶら!!』エンディングテーマ                                           |
| 2月10日  | Shy Girls                                                                                          | 葉山奈由（茅原実里）、神宮寺弥子（寿美菜子）、白石遥（矢作紗友里）、天原清乃（日笠陽子） | 「We Know」 | テレビアニメ『ちゅーぶら!!』関連曲                                                       |
| 2月10日  | Rio Sound Hustle! -MEGA盛-                                                                         | リンダ（日笠陽子） | 「ハリケーン・ガール」 | パチンコ『CRぱちんこRio』挿入歌                                                          |
| 2月10日  | Passionate squall                                                                                  | 織部まふゆ（藤村歩）、山辺燈（豊崎愛生）、テレサ・ベリア（茅原実里）、カーチャ（平野綾）、桂木華（日笠陽子） | 「Passionate squall」 | テレビアニメ『聖痕のクェイサー』エンディングテーマ                                       |
| 2月10日  | Passionate squall                                                                                  | 織部まふゆ（藤村歩）、山辺燈（豊崎愛生）、テレサ・ベリア（茅原実里）、カーチャ（平野綾）、桂木華（日笠陽子） | 「Passionate squall 【element-mix】」 「Passionate squall 【rush-candle-mix】」                                                                   | テレビアニメ『聖痕のクェイサー』関連曲                                                   |
| 2月24日  | 恋のクェイサーマジック 〜魅惑のヴィーナスコレクション〜                                            | 桂木華（日笠陽子） | 「Jusin」 | テレビアニメ『聖痕のクェイサー』関連曲                                                   |
| 2月24日  | 「らじおん!」スペシャル! Vol.1                                                                     | 放課後ティータイム | 「レッツゴー （唯・澪・律・紬・梓Mix）」 | Webラジオ『らじおん!』関連曲                                                             |
| 3月10日  | ちゅーぶら!! キャラクターソングマキシ 天原清乃                                                     | 天原清乃（日笠陽子） | 「私だけを見て」 「Shy Girls（天原清乃ver）」 | テレビアニメ『ちゅーぶら!!』関連曲                                                       |
| 4月1日   | KILLZVALD -SOUND TRACK- CD Ver.                                                                    | 月人アリエス（日笠陽子） | 「aries -Full Version-」 | ゲーム『KILLZVALD』関連曲                                                                |
| 4月7日   | みんなの冒険大陸カナン テーマソング Vol.1                                                          | ヘイング（日笠陽子） | 「ひかりをあつめて」 | ゲーム『みんなの冒険大陸カナン』テーマソング                                             |
| 4月28日  | GO! GO! MANIAC                                                                                     | 放課後ティータイム | 「GO! GO! MANIAC」 | テレビアニメ『けいおん!!』前期オープニングテーマ                                         |
| 4月28日  | GO! GO! MANIAC                                                                                     | 放課後ティータイム | 「Genius…!?」 | テレビアニメ『けいおん!!』関連曲                                                         |
| 4月28日  | Listen!!                                                                                           | 放課後ティータイム | 「Listen!!」 | テレビアニメ『けいおん!!』前期エンディングテーマ                                         |
| 4月28日  | Listen!!                                                                                           | 放課後ティータイム | 「Our MAGIC」 | テレビアニメ『けいおん!!』関連曲                                                         |
| 5月12日  | みんなの冒険大陸カナン テーマソング Vol.2                                                          | ヘイング（日笠陽子） | 「emission」 | ゲーム『みんなの冒険大陸カナン』テーマソング                                             |
| 5月12日  | Wishes Hypocrites                                                                                  | 織部まふゆ（藤村歩）、山辺燈（豊崎愛生）、テレサ・ベリア（茅原実里）、カーチャ（平野綾）、桂木華（日笠陽子） | 「Wishes Hypocrites」 | テレビアニメ『聖痕のクェイサー』エンディングテーマ                                       |
| 5月12日  | Wishes Hypocrites                                                                                  | 辻堂美由梨（川澄綾子）、桂木華（日笠陽子） | 「正義のKISSで勝負して」 | テレビアニメ『聖痕のクェイサー』関連曲                                                   |
| 5月26日  | いちばんうしろの大魔王 ドラマ&キャラクターソングアルバム 〜いちばんうしろにあるキモチ〜            | 服部絢子（日笠陽子） | 「幻惑ジレンマ」 | テレビアニメ『いちばんうしろの大魔王』関連曲                                             |
| 6月2日   | ぴゅあぴゅあはーと                                                                                 | 放課後ティータイム | 「ぴゅあぴゅあはーと」 「桜が丘女子高等学校校歌［Rock Ver.］」                                                                                    | テレビアニメ『けいおん!!』劇中歌                                                         |
| 7月21日  | 大和撫子エデュケイション                                                                           | トリプルブッキング | 「大和撫子エデュケイション」 | テレビアニメ『生徒会役員共』オープニングテーマ                                           |
| 7月21日  | 大和撫子エデュケイション                                                                           | トリプルブッキング | 「情熱の花」 | テレビアニメ『生徒会役員共』挿入歌                                                       |
| 8月4日   | Utauyo!!MIRACLE                                                                                    | 放課後ティータイム | 「Utauyo!!MIRACLE」 | テレビアニメ『けいおん!!』後期オープニングテーマ                                         |
| 8月4日   | Utauyo!!MIRACLE                                                                                    | 放課後ティータイム | 「キラキラDays」 | テレビアニメ『けいおん!!』関連曲                                                         |
| 8月4日   | NO,Thank You!                                                                                      | 放課後ティータイム | 「NO,Thank You!」 | テレビアニメ『けいおん!!』後期エンディングテーマ                                         |
| 8月4日   | NO,Thank You!                                                                                      | 放課後ティータイム | 「Girls in Wonderland」 | テレビアニメ『けいおん!!』関連曲                                                         |
| 9月8日   | ごはんはおかず/U&I                                                                                 | 放課後ティータイム | 「ごはんはおかず」 「U&I」 | テレビアニメ『けいおん!!』劇中歌                                                         |
| 9月21日  | 「けいおん!!」イメージソング 秋山澪                                                                | 秋山澪（日笠陽子） | 「青春Vibration」 「蒼空のモノローグ」 「Come with Me!!」                                                                                         | テレビアニメ『けいおん!!』関連曲                                                         |
| 9月22日  | テレビアニメ『世紀末オカルト学院』 BD・DVD Volume.1特典CD                                          | 神代マヤ（日笠陽子） | 「LOVEマシーン」 | テレビアニメ『世紀末オカルト学院』挿入歌                                                 |
| 10月6日  | K-ON!! ORIGINAL SOUND TRACK Vol.2                                                                  | 桜高3-2、桜高2-1 | 「桜が丘女子高等学校校歌」 | テレビアニメ『けいおん!!』劇中歌                                                         |
| 10月27日 | 放課後ティータイムII                                                                               | 放課後ティータイム | 「いちごパフェが止まらない」 「Honey sweet tea time」 「五月雨20ラブ」 「ときめきシュガー」 「冬の日」 「天使にふれたよ!」 「放課後ティータイム」 | テレビアニメ『けいおん!!』劇中歌                                                         |
| 11月24日 | テレビアニメ『世紀末オカルト学院』 BD・DVD Volume.1-Volume.3連動購入特典CD                         | 笹塚エクソシスターズ | 「LOVEマシーン」 | テレビアニメ『世紀末オカルト学院』挿入歌                                                 |
| 11月24日 | テレビアニメ『モンハン日記 ぎりぎりアイルー村☆アイルー危機一髪☆』 BD・DVD特典おたのしみDISC(CD)    | 教官（三宅健太）、ニャスター（日笠陽子） | 「三行ハンター〜五年目の狩猟〜」 | テレビアニメ『モンハン日記 ぎりぎりアイルー村☆アイルー危機一髪☆』関連曲                  |
| 12月29日 | 永遠の場所〜wonderful world〜                                                                      | らんらん（日笠陽子） | 「永遠の場所〜wonderful world〜」 「Miracle!」 | ドラマCD『らんらんコミック』テーマソング                                                 |
| 2011年   | | | |                                                                                          |
| 1月26日  | 世界と一緒にまわろうよ！                                                                           | らぶ♥ルーレッツ | 「世界と一緒にまわろうよ！」 | テレビアニメ『Rio RainbowGate!』オープニングテーマ                                       |
| 1月26日  | 世界と一緒にまわろうよ！                                                                           | リンダ（日笠陽子） | 「世界と一緒にまわろうよ！」 | テレビアニメ『Rio RainbowGate!』オープニングテーマ                                       |
| 2月16日  | SUPER∞STREAM                                                                                       | 篠ノ之箒（日笠陽子）、セシリア・オルコット（ゆかな）、凰鈴音（下田麻美）、シャルル・デュノア（花澤香菜）、ラウラ・ボーデヴィッヒ（井上麻里奈） | 「SUPER∞STREAM」 | テレビアニメ『IS 〈インフィニット・ストラトス〉』エンディングテーマ                      |
| 2月16日  | SUPER∞STREAM                                                                                       | 篠ノ之箒（日笠陽子）、セシリア・オルコット（ゆかな）、凰鈴音（下田麻美）、シャルル・デュノア（花澤香菜）、ラウラ・ボーデヴィッヒ（井上麻里奈） | 「SUPER∞STREAM〜INFINIT FUTURE Revised MIX〜」 | テレビアニメ『IS 〈インフィニット・ストラトス〉』関連曲                                  |
| 2月16日  | SUPER∞STREAM                                                                                       | 篠ノ之箒（日笠陽子） | 「ベストパートナー」 | OVA『IS 〈インフィニット・ストラトス〉 アンコール 恋に焦がれる六重奏』エンディングテーマ |
| 3月30日  | テレビアニメ『IS 〈インフィニット・ストラトス〉』 BD・DVD 第1巻特典キャラクターソングCD《箒》      | 篠ノ之箒（日笠陽子） | 「紅く、紅く」 「SUPER∞STREAM」 | テレビアニメ『IS 〈インフィニット・ストラトス〉』関連曲                                  |
| 4月20日  | これはゾンビですか？ オリジナルサウンドトラック めっちゃ挿入歌&めっちゃサントラ番外編              | セラ（日笠陽子）、サラス（合田彩） | 「吸血ヴィーナス」 | テレビアニメ『これはゾンビですか?』劇中歌                                                |
| 4月20日  | 一度きりのLove Story/Last be Love                                                                  | L@veガールズ | 「Last be Love」 | ゲーム『L@ve once -mermaid's tears-』エンディングテーマ                                  |
| 5月25日  | L@ve once -mermaid's tears- キャラクター・ソング・コレクション S@ng once                           | 鳥留メル（日笠陽子） | 「純愛フラグ」 | ゲーム『L@ve once -mermaid's tears-』関連曲                                              |
| 7月6日   | 劇場版 そらのおとしもの 時計じかけの哀女神 時計じかけの音楽集                                      | 風音日和（日笠陽子） | 「クレヨン」 | アニメ映画『劇場版 そらのおとしもの 時計じかけの哀女神』挿入歌                           |
| 9月7日   | 「ロウきゅーぶ!」Character Songs 03 永塚紗季                                                       | 永塚紗季（日笠陽子） | 「Canペキしなきゃ!」 「SHOOT!-No.6 MIX-」 | テレビアニメ『ロウきゅーぶ!』関連曲                                                      |
| 10月26日 | ロウきゅーぶ！ いんたーばる1                                                                       | 永塚紗季（日笠陽子） | 「夕暮れ飛行船」 | テレビアニメ『ロウきゅーぶ!』関連曲                                                      |
| 11月25日 | SNK PLAYMORE パチスロ プレミアム サウンド コレクション                                             | ローラ・シュヴェリーン（日笠陽子） | 「PRISM」 | パチスロ『スカイラブ3』関連曲                                                            |
| 12月7日  | Unmei♪wa♪Endless!                                                                                  | 放課後ティータイム | 「Unmei♪wa♪Endless!」 | 劇場アニメ『映画けいおん!』主題歌                                                        |
| 12月7日  | Unmei♪wa♪Endless!                                                                                  | 放課後ティータイム | 「いちばんいっぱい」 | 劇場アニメ『映画けいおん!』オープニングテーマ                                            |
| 12月7日  | Singing!                                                                                           | 放課後ティータイム | 「Singing!」 | 劇場アニメ『映画けいおん!』エンディングテーマ                                            |
| 12月7日  | Singing!                                                                                           | 放課後ティータイム | 「おはよう、またあした」 | 劇場アニメ『映画けいおん!』関連曲                                                        |
| 12月21日 | DOG DAYS ドラマBOX vol.3                                                                           | ビスコッティオールスターズ | 「Miracle Colors -Remix-」 | テレビアニメ『DOG DAYS』関連曲                                                           |
| 12月28日 | ぬらりひょんの孫〜千年魔京〜 キャラクターCDシリーズ 羽衣狐／狂骨（娘）                             | 狂骨（娘）（日笠陽子） | 「ユメノセカイ」 | テレビアニメ『ぬらりひょんの孫〜千年魔京〜』関連曲                                       |
| 2012年   | | | |                                                                                          |
| 1月10日  | 武装神姫 CHARACTER SONG and SPECIAL RADIO RONDO Vol.3                                              | クルーザー型MMS ジルリバーズ（日笠陽子） | 「あなたのために」 | ゲーム『武装神姫』関連曲                                                                 |
| 2月22日  | ゴクジョッ。のジョーケン♡                                                                          | 赤羽亜矢（日笠陽子）、七里愛（内田真礼）、栗橋南（竹達彩奈）、大和田円（明坂聡美） | 「ゴクジョッ。のジョーケン♡」 | テレビアニメ『ゴクジョッ。〜極楽院女子高寮物語〜』オープニングテーマ                     |
| 2月22日  | ゴクジョッ。のジョーケン♡                                                                          | 赤羽亜矢（日笠陽子）、七里愛（内田真礼）、栗橋南（竹達彩奈）、大和田円（明坂聡美） | 「極・女おー・う゛ぁーどらいぶ」 | テレビアニメ『ゴクジョッ。〜極楽院女子高寮物語〜』エンディングテーマ                     |
| 3月      | -                                                                                                  | 早乙女勇香（日笠陽子） | 「Only my story」 | パチスロ『女番長』オープニングテーマ                                                     |
| 3月      | -                                                                                                  | 早乙女勇香（日笠陽子） | 「アシスト」 「セツナ×ファイター」 「私を待っているから」                                                                                         | パチスロ『女番長』挿入歌                                                                 |
| 3月14日  | IS 〈インフィニット・ストラトス〉 VOCAL COLLECTION ALBUM                                           | 篠ノ之箒（日笠陽子） | 「強がりリグレット」 | テレビアニメ『IS 〈インフィニット・ストラトス〉』関連曲                                  |
| 4月3日   | テレビアニメ『男子高校生の日常』 BD・DVD VOL.1特典スペシャルCD                                     | 文学少女（日笠陽子） | 「文学少女」 | テレビアニメ『男子高校生の日常』関連曲                                                   |
| 5月23日  | テレビアニメ『妖狐×僕SS』 BD・DVD 第3巻特典CD「妖狐×僕SS ENDING SONG Vol.2」                       | 反ノ塚連勝（細谷佳正）、雪小路野ばら（日笠陽子） | 「太陽と月」 | テレビアニメ『妖狐×僕SS』エンディングテーマ                                              |
| 6月27日  | ハイスクールD×D キャラソンミニアルバム G×S!                                                        | リアス・グレモリー（日笠陽子） | 「クリムゾンの微熱」 | テレビアニメ『ハイスクールD×D』関連曲                                                    |
| 6月27日  | ハイスクールD×D キャラソンミニアルバム G×S!                                                        | オカルト研究部ガールズ | 「STUDY×STUDY（G×Sバージョン）」 | テレビアニメ『ハイスクールD×D』関連曲                                                    |
| 7月4日   | これはゾンビですか？ オブ・ザ・デッド めっちゃフェスティボー! 公式ガイドCD                         | セラ（日笠陽子） | 「吸血ヴィーナス セラversion」 | テレビアニメ『これはゾンビですか? オブ・ザ・デッド』関連曲                               |
| 11月28日 | コード：ブレイカー Character File Vol.1                                                            | 桜小路桜（日笠陽子） | 「抱擁の言葉」 | テレビアニメ『CØDE:BREAKER』関連曲                                                       |
| 12月29日 | 麻雀物語 オリジナルサウンドトラック                                                                | 風上さやか（日笠陽子） | 「Infinite」 「WIND&RUN〜風と走る〜」 「ムーヴON!」                                                                                               | パチンコ・パチスロ『麻雀物語・麻雀物語2』関連曲                                          |
| 12月29日 | 麻雀物語 オリジナルサウンドトラック                                                                | 風上三姉妹 | 「果てない夢」 「三原色モノクローム」 | パチンコ・パチスロ『麻雀物語・麻雀物語2』関連曲                                          |
| 2013年   | | | |                                                                                          |
| 1月25日  | いますぐお兄ちゃんに妹だっていいたい！ Original Soundtrack#2                                       | 茂森真央（茅野愛衣）、拝田希実花（日笠陽子） | 「桜色の轍」 | ゲーム『いますぐお兄ちゃんに妹だっていいたい!』関連曲                                    |
| 3月27日  | いますぐお兄ちゃんに妹だっていいたい！ ボーカルアルバム                                            | 拝田希実花（日笠陽子） | 「my mind」 | ゲーム『いますぐお兄ちゃんに妹だっていいたい!』関連曲                                    |
| 3月27日  | いますぐお兄ちゃんに妹だっていいたい！ ボーカルアルバム                                            | 拝田希実花（日笠陽子） | 「君とずっと」 | ゲーム『いますぐお兄ちゃんに妹だっていいたい！』エンディングテーマ                       |
| 3月27日  | 恋してアニ研 主題歌コレクション                                                                    | 橘可奈（伊瀬茉莉也）、高木夏夜（日高里菜）、真行寺遥（五十嵐裕美）、桐生晶（日笠陽子） | 「ぜったいヒロインっ！」 | ゲーム『恋してアニ研』主題歌                                                             |
| 3月27日  | 恋してアニ研 主題歌コレクション                                                                    | 桐生晶（日笠陽子） | 「ぜったいヒロインっ！」 | ゲーム『恋してアニ研』関連曲                                                             |
| 3月27日  | テレビアニメ『ハヤテのごとく! CAN'T TAKE MY EYES OFF YOU』 BD・DVD 第4巻特典CD                     | 剣野カユラ（日笠陽子） | 「水曜日のサンデー」 | テレビアニメ『ハヤテのごとく! Cuties』エンディングテーマ                                 |
| 4月24日  | IS 〈インフィニット・ストラトス〉 オリジナルドラマシリーズ Vol.1 feat.篠ノ之箒                     | 篠ノ之箒（日笠陽子） | 「境界線LOVE」 | ドラマCD『IS 〈インフィニット・ストラトス〉』関連曲                                      |
| 7月17日  | 戦姫絶唱シンフォギアG キャラクターソング1 マリア×風鳴翼                                            | マリア（日笠陽子）、風鳴翼（水樹奈々） | 「不死鳥のフランメ」 | テレビアニメ『戦姫絶唱シンフォギアG』挿入歌                                              |
| 7月31日  | 「ロウきゅーぶ!SS」Character Songs 03 永塚紗季                                                     | 永塚紗季（日笠陽子） | 「冷静ストラテジー」 「Get goal!-No.6 MIX-」 | テレビアニメ『ロウきゅーぶ！SS』関連曲                                                   |
| 8月7日   | 戦姫絶唱シンフォギアG キャラクターソング3 マリア・カデンツァヴナ・イヴ                             | マリア（日笠陽子） | 「烈槍・ガングニール」 「Dark Oblivion」 | テレビアニメ『戦姫絶唱シンフォギアG』挿入歌                                              |
| 8月21日  | アリガトウ。タダイマ。 / 僕たちは生きている                                                        | クギミヤ・ケイ（日笠陽子）、イリエ・タマキ（井口裕香） | 「アリガトウ。タダイマ。」 | テレビアニメ『銀河機攻隊 マジェスティックプリンス』後期エンディングテーマ                |
| 8月28日  | ハイスクールD×D NEW エンディングキャラソンアルバム!                                                | オカルト研究部ガールズ | 「方程式は答えない」 | テレビアニメ『ハイスクールD×D NEW』エンディングテーマ                                    |
| 8月28日  | ハイスクールD×D NEW エンディングキャラソンアルバム!                                                | オカルト研究部ガールズ | 「らぶりぃ♡でびる」 | テレビアニメ『ハイスクールD×D NEW』エンディングテーマ                                    |
| 8月28日  | ハイスクールD×D NEW エンディングキャラソンアルバム!                                                | リアス・グレモリー（日笠陽子）、姫島朱乃（伊藤静） | 「((W))hole NEW ((W))orld!!」 | テレビアニメ『ハイスクールD×D NEW』関連曲                                                |
| 8月28日  | 『劇場版 とある魔術の禁書目録 -エンデュミオンの奇蹟-』 BD・DVD特典サウンドトラックCD               | アリサ（三澤紗千香）、シャットアウラ（日笠陽子） | 「OVER（デュエットバージョン）」 | アニメ映画『劇場版 とある魔術の禁書目録 -エンデュミオンの奇蹟-』挿入歌                   |
| 9月10日  | はたらく魔王さま! キャラソンミニアルバム 歌う魔王さま!?                                            | 遊佐恵美（日笠陽子） | 「正義に映す月」 | テレビアニメ『はたらく魔王さま！』関連曲                                                 |
| 10月2日  | 戦姫絶唱シンフォギアG BD・DVD 第1巻特典CD                                                          | マリア・カデンツァヴナ・イヴ（日笠陽子）、セレナ・カデンツァヴナ・イヴ（堀江由衣） | 「Apple」 | テレビアニメ『戦姫絶唱シンフォギアG』挿入歌                                              |
| 10月2日  | 戦姫絶唱シンフォギアG BD・DVD 第1巻特典CD                                                          | マリア・カデンツァヴナ・イヴ（日笠陽子） | 「溢れはじめる秘めた熱情（聖詠）」 | テレビアニメ『戦姫絶唱シンフォギアG』挿入歌                                              |
| 10月16日 | 銀河機攻隊 マジェスティックプリンス キャラクターソング【PURPLE】                                   | クギミヤ・ケイ（日笠陽子） | 「会いたいよ〜No One Else〜」 「話をしよう」 | テレビアニメ『銀河機攻隊 マジェスティックプリンス』関連曲                                |
| 10月16日 | 銀河機攻隊 マジェスティックプリンス キャラクターソング【PURPLE】                                   | クギミヤ・ケイ（日笠陽子） | 「アリガトウ。タダイマ。」 | テレビアニメ『銀河機攻隊 マジェスティックプリンス』エンディングテーマ                    |
| 10月30日 | テレビアニメ『IS 〈インフィニット・ストラトス〉 2』 BD・DVD Vol.1特典スペシャルCD                  | 篠ノ之箒（日笠陽子） | 「未来形POWER」 「BEAUTIFUL SKY」 | テレビアニメ『IS 〈インフィニット・ストラトス〉 2』関連曲                                |
| 11月20日 | BEAUTIFUL SKY                                                                                      | 篠ノ之箒（日笠陽子）、セシリア・オルコット（ゆかな）、凰鈴音（下田麻美）、シャルロット・デュノア（花澤香菜）、ラウラ・ボーデヴィッヒ（井上麻里奈）、更識楯無（斎藤千和）、更識簪（三森すずこ） | 「BEAUTIFUL SKY」 | テレビアニメ『IS 〈インフィニット・ストラトス〉 2』エンディングテーマ                    |
| 12月25日 | キングダム飛翔篇 キャラクターソングミニアルバム-闘-                                                | 羌瘣（日笠陽子） | 「サヨナラ帰るべき場所よ」 | テレビアニメ『キングダム』関連曲                                                         |
| 2014年   | | | |                                                                                          |
| 1月22日  | 花咲く☆最強レジェンドDays                                                                          | トリプルブッキング | 「花咲く☆最強レジェンドDays」 | テレビアニメ『生徒会役員共＊』オープニングテーマ                                         |
| 1月22日  | 花咲く☆最強レジェンドDays                                                                          | トリプルブッキング | 「青春爆走☆LOVE TRAIN」 | テレビアニメ『生徒会役員共＊』挿入歌                                                     |
| 2月19日  | テレビアニメ『生徒会役員共＊』 BD 第1巻特典CD                                                      | 天草シノ（日笠陽子） | 「アイドルのすゝめ」 | テレビアニメ『生徒会役員共＊』挿入歌                                                     |
| 3月5日   | IS 〈インフィニット・ストラトス〉 2 イグニッション・ハーツ 主題歌集                                | 篠ノ之箒（日笠陽子）、セシリア・オルコット（ゆかな）、凰鈴音（下田麻美）、シャルロット・デュノア（花澤香菜）、ラウラ・ボーデヴィッヒ（井上麻里奈） | 「Grow Up Shining!!」 | ゲーム『IS 〈インフィニット・ストラトス〉 2 イグニッション・ハーツ』エンディングテーマ   |
| 3月5日   | 戦姫絶唱シンフォギアG BD・DVD 第6巻特典CD                                                          | マリア・カデンツァヴナ・イヴ（日笠陽子） | 「望み掴んだ力と誇り咲く笑顔（聖詠）」 | テレビアニメ『戦姫絶唱シンフォギアG』挿入歌                                              |
| 3月5日   | 戦姫絶唱シンフォギアG BD・DVD 第6巻特典CD                                                          | 立花響（悠木碧）、風鳴翼（水樹奈々）、雪音クリス（高垣彩陽）、マリア・カデンツァヴナ・イヴ（日笠陽子）、月読調（南條愛乃）、暁切歌（茅野愛衣） | 「始まりの歌」 | テレビアニメ『戦姫絶唱シンフォギアG』挿入歌                                              |
| 3月5日   | 戦姫絶唱シンフォギアG BD・DVD 第6巻特典CD                                                          | 立花響（悠木碧）、風鳴翼（水樹奈々）、雪音クリス（高垣彩陽）、マリア・カデンツァヴナ・イヴ（日笠陽子）、月読調（南條愛乃）、暁切歌（茅野愛衣）、天羽奏（高山みなみ） | 「虹色のフリューゲル」 | テレビアニメ『戦姫絶唱シンフォギアG』挿入歌                                              |
| 4月30日  | 彼女がフラグを立てる理由                                                                           | YELL | 「彼女がフラグを立てる理由」 | テレビアニメ『彼女がフラグをおられたら』エンディングテーマ                               |
| 5月14日  | ノブナガ・ザ・フール キャラクターソング Vol.3                                                      | ジャンヌ・カグヤ・ダルク（日笠陽子） | 「YOU'RE MY ONLY FATE」 「REASON FOR ME」 | テレビアニメ『ノブナガ・ザ・フール』関連曲                                               |
| 5月21日  | オラシオン                                                                                         | 白（茅野愛衣）、ステファニー・ドーラ（日笠陽子）、ジブリール（田村ゆかり） | 「Bias Hacker」 | テレビアニメ『ノーゲーム・ノーライフ』関連曲                                             |
| 5月28日  | テレビアニメ『ノブナガ・ザ・フール』 BD・DVD 第2巻特典スペシャルCD                                 | ジャンヌ・カグヤ・ダルク（日笠陽子） | 「FOOL! FOOL! FOOL!」 | テレビアニメ『ノブナガ・ザ・フール』関連曲                                               |
| 7月16日  | 映画「たまこラブストーリー」オリジナル・サウンドトラック                                           | ひなこ（日笠陽子） | 「豆大さんへ〜『きらきら星』より」 | アニメ映画『たまこラブストーリー』劇中歌                                                 |
| 8月27日  | テレビアニメ『ノーゲーム・ノーライフ』 BD・DVD 第3巻特典スペシャルCD                               | ステファニー・ドーラ（日笠陽子） | 「Light of Hope」 | テレビアニメ『ノーゲーム・ノーライフ』関連曲                                             |
| 10月3日  | 夏色プレゼント                                                                                     | あおい（井口裕香）、ひなた（阿澄佳奈）、かえで（日笠陽子）、ここな（小倉唯） | 「夏色プレゼント」 | テレビアニメ『ヤマノススメ セカンドシーズン』オープニングテーマ                          |
| 10月3日  | 夏色プレゼント                                                                                     | かえで（日笠陽子） | 「夏色プレゼント」 | テレビアニメ『ヤマノススメ セカンドシーズン』関連曲                                      |
| 10月22日 | テレビアニメ『彼女がフラグをおられたら』 BD・DVD 第5巻特典CD                                       | 英雄崎凛（日笠陽子） | 「純情ソーダ」 | テレビアニメ『彼女がフラグをおられたら』関連曲                                           |
| 11月19日 | TRINITY SEVEN : MAGUS MUSIC ARCHIVE                                                                | 山奈ミラ（日笠陽子） | 「Vespers in the tender silence」 「Kyrie eleison」                                                                                               | テレビアニメ『トリニティセブン』関連曲                                                   |
| 12月17日 | 俺、ツインテールになります。 キャラクターソングシリーズ白黒盤                                      | 善沙闇子（日笠陽子） | 「恋のメガネ」 | テレビアニメ『俺、ツインテールになります。』挿入歌                                       |
| 12月19日 | トリニティセブン エンディング・ソング Theme3 「TRINITY×SEVENTH+HEAVEN」                            | Security Politti | 「TRINITY×SEVENTH+HEAVEN」 | テレビアニメ『トリニティセブン』エンディングテーマ                                       |
| 12月19日 | トリニティセブン エンディング・ソング Theme3 「TRINITY×SEVENTH+HEAVEN」                            | 山奈ミラ（日笠陽子） | 「TRINITY×SEVENTH+HEAVEN (Gehenna Scope Form)」                                                                                                   | テレビアニメ『トリニティセブン』関連曲                                                   |
| 12月28日 | 神撃のバハムート キャラクターソング Crossing Destiny                                               | アン（日笠陽子）、グレア（福原綾香） | 「Crossing Destiny」 | ゲーム『神撃のバハムート』関連曲                                                         |
| 2015年   | | | |                                                                                          |
| 3月18日  | Everybody Loves Somebody 〜 うさぎ山から愛をこめて                                                 | ひなこ（日笠陽子） | 「ひなこより」 | テレビアニメ『たまこまーけっと』関連曲                                                   |
| 3月25日  | 麻雀物語3 役満乱舞の究極大戦 オリジナルサウンドトラック                                            | 風上三姉妹 | 「天運オーバードライブ」 | パチスロ『麻雀物語3』関連曲                                                              |
| 3月25日  | 麻雀物語3 役満乱舞の究極大戦 オリジナルサウンドトラック                                            | 風上さやか（日笠陽子） | 「全部、君のせい」 | パチスロ『麻雀物語3』関連曲                                                              |
| 3月25日  | テレビアニメ『ガールフレンド（仮）』 BD・DVD Vol.3特典CD                                           | 篠宮りさ（日笠陽子） | 「Seasons of Silence」 | テレビアニメ『ガールフレンド（仮）』関連曲                                               |
| 3月25日  | trinity heaven7 : MAGUS MUSIC REMIXES                                                              | Security Politti | 「TRINITY×SEVENTH+HEAVEN (TRUTH BEGINS)」 | テレビアニメ『トリニティセブン』関連曲                                                   |
| 3月26日  | 『閃乱カグラ ESTIVAL VERSUS -少女達の選択-』 PS4限定版購入特典「にゅうにゅうDXパック PREMIUM」     | 両備（日笠陽子） | 「夏火」 | ゲーム『閃乱カグラ ESTIVAL VERSUS -少女達の選択-』エンディングテーマ                     |
| 7月8日   | 戦姫絶唱シンフォギアGX キャラクターソング1 マリア×風鳴翼                                           | マリア（日笠陽子）、風鳴翼（水樹奈々） | 「星天ギャラクシィクロス」 | テレビアニメ『戦姫絶唱シンフォギアGX』挿入歌                                             |
| 8月      | -                                                                                                  | 早乙女勇香（日笠陽子）、任瀬手ちよ（加藤英美里）、日高こかげ（井口裕香） | 「My dear friend」 | パチスロ『乙女魂〜光と無月〜』挿入歌                                                     |
| 8月26日  | PHANTASY STAR ONLINE 2 キャラクターソングCD〜Song Festival〜II                                     | ゼノ（木村良平）、エコー（日笠陽子） | 「夢にうまれかわるメロディー」 | ゲーム『ファンタシースターオンライン2』関連曲                                            |
| 9月9日   | Dance in the Fake                                                                                  | ナッシェタニア・ルーイ・ピエナ・アウグストラ（日笠陽子） | 「Dance in the Fake」 | テレビアニメ『六花の勇者』エンディングテーマ第二章                                       |
| 9月9日   | Dance in the Fake                                                                                  | ナッシェタニア・ルーイ・ピエナ・アウグストラ（日笠陽子） | 「True Heaven」 | テレビアニメ『六花の勇者』関連曲                                                         |
| 9月9日   | 戦姫絶唱シンフォギアGX キャラクターソング7 マリア・カデンツァヴナ・イヴ                            | マリア・カデンツァヴナ・イヴ（日笠陽子） | 「銀腕・アガートラーム」 | テレビアニメ『戦姫絶唱シンフォギアGX』挿入歌                                             |
| 9月9日   | 戦姫絶唱シンフォギアGX キャラクターソング7 マリア・カデンツァヴナ・イヴ                            | マリア・カデンツァヴナ・イヴ（日笠陽子） | 「純白イノセント」 | テレビアニメ『戦姫絶唱シンフォギアGX』関連曲                                             |
| 9月17日  | 幻魔郷ワンダラー テーマソング&ボイスドラマ スペシャルファンDISC                                    | 井伊直虎（日笠陽子） | 「Parallel Universe」 | ゲーム『幻魔郷ワンダラー』テーマソング                                                   |
| 10月28日 | 戦姫絶唱シンフォギアGX BD・DVD 第2巻特典CD                                                         | 立花響（悠木碧）、風鳴翼（水樹奈々）、雪音クリス（高垣彩陽）、マリア・カデンツァヴナ・イヴ（日笠陽子）、月読調（南條愛乃）、暁切歌（茅野愛衣） | 「戦場の姫巫女、絶えず命を唱いあげる（絶唱）」 | テレビアニメ『戦姫絶唱シンフォギアGX』挿入歌                                             |
| 12月23日 | 戦姫絶唱シンフォギアGX BD・DVD 第4巻特典CD                                                         | マリア・カデンツァヴナ・イヴ（日笠陽子） | 「銀腕・アガートラーム（IGNITED arrangement）」                                                                                                   | テレビアニメ『戦姫絶唱シンフォギアGX』挿入歌                                             |
| 12月29日 | CR熱響!乙女フェスティバル ファン大感謝祭LIVE オリジナルサウンドトラック                            | カシン居士（花澤香菜）、大友ソウリン（加藤英美里）、風上さやか（日笠陽子）、ジョディ･バーンサイド（喜多村英梨）、葉月天音（小松未可子） | 「乙女フェスティバル」 | パチンコ『CR熱響!乙女フェスティバル ファン大感謝祭LIVE』関連曲                           |
| 12月29日 | CR熱響!乙女フェスティバル ファン大感謝祭LIVE オリジナルサウンドトラック                            | PERFECT ANGEL | 「果てない夢」 「Jump!!」 「Fate」 | パチンコ『CR熱響!乙女フェスティバル ファン大感謝祭LIVE』関連曲                           |
| 2016年   | | | |                                                                                          |
| 2月24日  | GATE 自衛隊 彼の地にて、斯く戦えり キャラクターソング・アルバム Vol.2                              | ヤオ・ハー・デュッシ（日笠陽子） | 「BODY Prayer」 | テレビアニメ『GATE 自衛隊 彼の地にて、斯く戦えり』関連曲                                 |
| 2月24日  | 戦姫絶唱シンフォギアGX BD・DVD 第6巻特典CD                                                         | マリア・カデンツァヴナ・イヴ（日笠陽子）、月読調（南條愛乃）、暁切歌（茅野愛衣） | 「『ありがとう』を唄いながら」 | テレビアニメ『戦姫絶唱シンフォギアGX』挿入歌                                             |
| 4月27日  | PHANTASY STAR ONLINE 2 キャラクターソングCD〜Song Festival〜III                                    | エコー（日笠陽子） | 「もどかしくてmy dear」 | ゲーム『ファンタシースターオンライン2』関連曲                                            |
| 6月8日   | IS 〈インフィニット・ストラトス〉 コンプリート アルバム                                            | 篠ノ之箒（日笠陽子）、セシリア・オルコット（ゆかな）、凰鈴音（下田麻美）、シャルロット・デュノア（花澤香菜）、ラウラ・ボーデヴィッヒ（井上麻里奈） | 「Sleeping Lover」 | ゲーム『IS 〈インフィニット・ストラトス〉 2 ラブ アンド パージ』主題歌                   |
| 11月23日 | ハッピーアイスクリーム!                                                                            | チーム フォルトゥーナ | 「ハッピーアイスクリーム!」 | テレビアニメ『ろんぐらいだぁす!』エンディングテーマ                                      |
| 11月23日 | ハッピーアイスクリーム!                                                                            | 高宮紗希（日笠陽子） | 「ハッピーアイスクリーム!」 | テレビアニメ『ろんぐらいだぁす!』関連曲                                                  |
| 11月23日 | 魔法少女育成計画 キャラクターソング集 Musica Magica                                                | ルーラ（日笠陽子）、スイムスイム（水瀬いのり） | 「Betrayal」 | テレビアニメ『魔法少女育成計画』関連曲                                                   |
| 11月23日 | テレビアニメ『WWW.WORKING!!』 BD・DVD 第1巻特典CD                                                  | 宮越華（戸松遥）、村主さゆり（日笠陽子）、鎌倉志保（雨宮天） | 「Eyecatch! Too much!」 | テレビアニメ『WWW.WORKING!!』オープニングテーマ                                          |
| 11月25日 | テレビアニメ『NEW GAME!』 BD・DVD Lv.3特典「キャラクターソングCD Lv.3」                            | 八神コウ（日笠陽子）、遠山りん（茅野愛衣） | 「Little Bitter Duet」 | テレビアニメ『NEW GAME!』関連曲                                                          |
| 12月21日 | ガールフレンド（仮） キャラクターソングシリーズ Vol.01                                             | 聖櫻カウンシル | 「清く正しく？ School Days」 | ゲーム『ガールフレンド（仮）』関連曲                                                     |
| 2017年   | | | |                                                                                          |
| 1月25日  | ワルキューレがとまらない                                                                           | ワルキューレ：カナメΔ（安野希世乃）、クレアΔ（日笠陽子）、レイナΔ（東山奈央）、マキナΔ（西田望見） | 「涙目爆発音〜with Claire〜」 | テレビアニメ『マクロスΔ』関連曲                                                          |
| 2月15日  | ガールフレンド（仮） キャラクターソングシリーズ Vol.02                                             | 篠宮りさ（日笠陽子） | 「Rotate the World」 | ゲーム『ガールフレンド（仮）』関連曲                                                     |
| 3月1日   | 本日のとびきりBuono!                                                                               | 本日のシェフ | 「本日のとびきりBuono!」 | テレビアニメ『ピアシェ〜私のイタリアン〜』エンディングテーマ                             |
| 3月22日  | テレビアニメ『亜人ちゃんは語りたい』 BD・DVD 第1巻特典CD「キャラクターソング集」                   | 佐藤早紀絵（日笠陽子） | 「愛してるなんて言えないわ」 | テレビアニメ『亜人ちゃんは語りたい』関連曲                                               |
| 5月24日  | テレビアニメ『WWW.WORKING!!』 BD・DVD 第7巻特典CD                                                  | 東田大輔（中村悠一）、宮越華（戸松遥）、足立正広（内山昂輝）、村主さゆり（日笠陽子）、鎌倉志保（雨宮天）、進藤ユータ（小野賢章） | 「無重力フィーバー（special ver.）」 | テレビアニメ『WWW.WORKING!』エンディングテーマ                                           |
| 6月28日  | テレビアニメ『sin 七つの大罪』 BD・DVD 第一の罪特典「魔王様たちによる鎮魂歌CD」                    | マモン（日笠陽子） | 「Requiem Lullaby」 | テレビアニメ『sin 七つの大罪』挿入歌                                                     |
| 6月28日  | フレームアームズ・ガール ミュージック・アルバム〜マテリア姉妹、フレズヴェルク〜                    | FAガールズ | 「FULLSCRATCH LOVE（Version 8）」 | テレビアニメ『フレームアームズ・ガール』エンディングテーマ                               |
| 7月5日   | フレームアームズ・ガール ミュージック・アルバム〜アーキテクト、迅雷〜                              | 轟雷（佳穂成美）、スティレット（綾瀬有）、バーゼラルド（長江里加）、迅雷（樺山ミナミ）、アーキテクト（山村響）、源内あお（日笠陽子） | 「My precious…（TV Version）」 | テレビアニメ『フレームアームズ・ガール』挿入歌                                           |
| 7月5日   | フレームアームズ・ガール ミュージック・アルバム〜アーキテクト、迅雷〜                              | FAガールズ | 「FULLSCRATCH LOVE（Version 11）」 | テレビアニメ『フレームアームズ・ガール』エンディングテーマ                               |
| 7月5日   | フレームアームズ・ガール ミュージック・アルバム〜アーキテクト、迅雷〜                              | FAガールズSpecial | 「FULLSCRATCH LOVE（Special Version）」 | テレビアニメ『フレームアームズ・ガール』エンディングテーマ                               |
| 7月8日   | Perfect Glory 〜旋律の彼方へ〜［モンソニ！］                                                       | 背徳ピストルズ ボーカル：ルシファー（日笠陽子） | 「Perfect Glory 〜旋律の彼方へ〜」 | Webアニメ『センリツのルシファー ただひとつの始まりの歌』主題歌                           |
| 7月8日   | Perfect Glory 〜旋律の彼方へ〜［モンソニ！］                                                       | 背徳ピストルズ ボーカル：ルシファー（日笠陽子） | 「UNKNOWN」 | Webアニメ『モンソニ! ダルタニャンのアイドル宣言』劇中歌                                  |
| 7月12日  | 戦姫絶唱シンフォギアAXZ キャラクターソング2 マリア・カデンツァヴナ・イヴ                           | マリア・カデンツァヴナ・イヴ（日笠陽子） | 「Stand up! Ready!!」 | テレビアニメ『戦姫絶唱シンフォギアAXZ』挿入歌                                            |
| 7月12日  | 戦姫絶唱シンフォギアAXZ キャラクターソング2 マリア・カデンツァヴナ・イヴ                           | マリア・カデンツァヴナ・イヴ（日笠陽子） | 「Stand up! Lady!!」 | テレビアニメ『戦姫絶唱シンフォギアAXZ』関連曲                                            |
| 7月19日  | 青春ノンフィクション                                                                               | トリプルブッキング | 「青春ノンフィクション」 | アニメ映画『劇場版 生徒会役員共』主題歌                                                  |
| 7月19日  | 青春ノンフィクション                                                                               | トリプルブッキング | 「ちはやふる恋してる」 | アニメ映画『劇場版 生徒会役員共』関連曲                                                  |
| 8月23日  | TVアニメ『NEW GAME!!』 キャラクターソングCDシリーズ VOCAL STAGE 1                                  | 八神コウ（日笠陽子） | 「Blindly Sky」 | テレビアニメ『NEW GAME!!』関連曲                                                         |
| 9月27日  | 戦姫絶唱シンフォギアAXZ BD・DVD 第1巻特典CD                                                        | マリア・カデンツァヴナ・イヴ（日笠陽子）、月読調（南條愛乃）、暁切歌（茅野愛衣） | 「旋律ソロリティ」 | テレビアニメ『戦姫絶唱シンフォギアAXZ』挿入歌                                            |
| 10月4日  | TVアニメ「サクラクエスト」CD-BOX 『SAKURA QUEST "BEST"』                                           | 門田丑松（江口拓也）、織部千登勢（日笠陽子） | 「薔薇が咲きやがった」 | テレビアニメ『サクラクエスト』挿入歌                                                     |
| 10月24日 | CR麻雀物語 役満乱舞のドラム大戦 オリジナルサウンドトラック                                         | 風上三姉妹 | 「たんたりらんらん」 | パチンコ『CR麻雀物語』関連曲                                                             |
| 10月25日 | 戦姫絶唱シンフォギアAXZ BD・DVD 第2巻特典CD                                                        | マリア・カデンツァヴナ・イヴ（日笠陽子）、月読調（南條愛乃）、暁切歌（茅野愛衣） | 「旋律ソロリティ（IGNITED arrangement）」 | テレビアニメ『戦姫絶唱シンフォギアAXZ』挿入歌                                            |
| 11月     | -                                                                                                  | 明智光秀（日笠陽子） | 「ふりむけば本能寺」 | パチスロ『戦国コレクション3』挿入歌                                                      |
| 12月1日  | Wishing［モンソニ！］                                                                              | 背徳ピストルズ ボーカル：ルシファー（日笠陽子） | 「Wishing」 | Webアニメ『いたずら魔女と眠らない街』主題歌                                              |
| 12月27日 | 戦姫絶唱シンフォギアAXZ BD・DVD 第4巻特典CD                                                        | 雪音クリス（高垣彩陽）、マリア・カデンツァヴナ・イヴ（日笠陽子） | 「Change the Future」 | テレビアニメ『戦姫絶唱シンフォギアAXZ』挿入歌                                            |
| 2018年   | | | |                                                                                          |
| 1月24日  | 『劇場版 魔法科高校の劣等生 星を呼ぶ少女』 BD・DVD特典CD                                           | アンジェリーナ＝クドウ＝シールズ（日笠陽子） | 「NAKED STAR」 | アニメ映画『劇場版 魔法科高校の劣等生 星を呼ぶ少女』関連曲                               |
| 2月23日  | テレビアニメ『NEW GAME!!』 BD・DVD Rank.6特典「キャラクターソングCD Rank.6」                       | 涼風青葉（高田憂希）、八神コウ（日笠陽子） | 「サヨナラ飛行機雲」 | テレビアニメ『NEW GAME!!』関連曲                                                         |
| 2月28日  | 戦姫絶唱シンフォギアAXZ BD・DVD 第6巻特典CD                                                        | 立花響（悠木碧）、風鳴翼（水樹奈々）、雪音クリス（高垣彩陽）、マリア・カデンツァヴナ・イヴ（日笠陽子）、月読調（南條愛乃）、暁切歌（茅野愛衣） | 「アクシアの風」 | テレビアニメ『戦姫絶唱シンフォギアAXZ』挿入歌                                            |
| 3月7日   | 誰ガ為のアルケミスト オリジナルサウンドトラック                                                    | アガサ（日笠陽子） | 「誰ガ為に」 | ゲーム『誰ガ為のアルケミスト』主題歌                                                     |
| 5月24日  | NO DISTORTION［モンソニ！］                                                                        | 背徳ピストルズ | 「NO DISTORTION」 | Webアニメ『モンソニ！』関連曲                                                            |
| 5月30日  | プリンセスコネクト！Re:Dive PRICONNE CHARACTER SONG 03                                             | ノゾミ（日笠陽子）、チカ（福原綾香）、ツムギ（木戸衣吹） | 「Shining Future」 | ゲーム『プリンセスコネクト!Re:Dive』挿入歌                                               |
| 6月27日  | ヒナまつり音楽集 〜酒は涙か溜息か〜                                                                | 三嶋瞳（本渡楓）、詩子（日笠陽子） | 「たそがれてLittle Song」 | テレビアニメ『ヒナまつり』関連曲                                                         |
| 7月25日  | プリンセスコネクト！Re:Dive PRICONNE CHARACTER SONG 04                                             | ノゾミ（日笠陽子） | 「君の笑顔が見たいから」 | ゲーム『プリンセスコネクト！Re:Dive』挿入歌                                              |
| 7月25日  | テレビアニメ『ソードアート・オンライン オルタナティブ ガンゲイル・オンライン』 BD・DVD 第2巻特典CD | ピトフーイ（日笠陽子） | 「DNA」 | テレビアニメ『ソードアート・オンライン オルタナティブ ガンゲイル・オンライン』関連曲     |
| 7月27日  | 地平線ストライド                                                                                   | あおい（井口裕香）、ひなた（阿澄佳奈）、かえで（日笠陽子）、ここな（小倉唯） | 「地平線ストライド」 | テレビアニメ『ヤマノススメ サードシーズン』オープニングテーマ                            |
| 7月27日  | 地平線ストライド                                                                                   | かえで（日笠陽子） | 「地平線ストライド」 | テレビアニメ『ヤマノススメ サードシーズン』関連曲                                        |
| 8月24日  | ヤマノススメ サードシーズン キャラクターソングミニアルバム                                         | かえで（日笠陽子） | 「追い風ホイッスル」 | テレビアニメ『ヤマノススメ サードシーズン』関連曲                                        |
| 8月29日  | 戦姫絶唱シンフォギアXD UNLIMITED キャラクターソングアルバム1                                       | マリア・カデンツァヴナ・イヴ（日笠陽子） | 「裸になって…夏」 | ゲーム『戦姫絶唱シンフォギアXD UNLIMITED』関連曲                                         |
| 9月28日  | テレビアニメ『覇穹 封神演義』 BD・DVD 第7巻特典CD                                                  | 妲己（日笠陽子） | 「FASCINATION」 | テレビアニメ『覇穹 封神演義』関連曲                                                      |
| 10月24日 | テレビアニメ『ソードアート・オンライン オルタナティブ ガンゲイル・オンライン』 BD・DVD 第5巻特典CD | ピトフーイ（日笠陽子）、エム（興津和幸） | 「Special Amore」 | テレビアニメ『ソードアート・オンライン オルタナティブ ガンゲイル・オンライン』関連曲     |
| 2019年   | | | |                                                                                          |
| 3月27日  | ドメスティックな彼女 サウンドコレクション                                                          | 橘陽菜（日笠陽子） | 「儚いキスで終わらせて」 | テレビアニメ『ドメスティックな彼女』挿入歌                                               |
| 3月29日  | Harmonized // Songline                                                                             | The-Light ℵ Mare | 「Harmonized // Songline」 | アニメ映画『劇場版 トリニティセブン -天空図書館と真紅の魔王-』挿入歌                     |
| 3月29日  | Harmonized // Songline                                                                             | 山奈ミラ（日笠陽子） | 「Harmonized // Songline (Gehenna Scope Form)」                                                                                                   | アニメ映画『劇場版 トリニティセブン -天空図書館と真紅の魔王-』関連曲                     |
| 4月2日   | テレビアニメ『マナリアフレンズ』 Amazon.co.jp限定 BD全巻購入特典キャラクターソングCD               | アン（日笠陽子）、グレア（福原綾香） | 「或る日のふたり」 「Treasure」 | テレビアニメ『マナリアフレンズ』関連曲                                                   |
| 5月16日  | 閃光PROGRESS［モンソニ！］                                                                         | 背徳ピストルズ ボーカル：ルシファー（日笠陽子）、コーラス：サタン（森久保祥太郎） | 「閃光PROGRESS」 | Webアニメ『モンソニ！』関連曲                                                            |
| 7月24日  | フレームアームズ・ガール〜きゃっきゃうふふなワンダーランド〜 歌のアルバム-熱唱篇-                  | 轟雷（佳穂成美）、スティレット（綾瀬有）、バーゼラルド（長江里加）、迅雷（樺山ミナミ）、アーキテクト（山村響）、源内あお（日笠陽子） | 「My Precious…」 | アニメ映画『フレームアームズ・ガール〜きゃっきゃうふふなワンダーランド〜』挿入歌         |
| 7月24日  | フレームアームズ・ガール〜きゃっきゃうふふなワンダーランド〜 歌のアルバム-熱唱篇-                  | 源内あお（日笠陽子）、寿武希子（井澤佳の実） | 「ハートボイルドに愛して」 | アニメ映画『フレームアームズ・ガール〜きゃっきゃうふふなワンダーランド〜』挿入歌         |
| 7月24日  | フレームアームズ・ガール〜きゃっきゃうふふなワンダーランド〜 歌のアルバム-絶唱篇-                  | 源内あお（日笠陽子） | 「ハートボイルドに愛して」 | アニメ映画『フレームアームズ・ガール〜きゃっきゃうふふなワンダーランド〜』関連曲         |
| 8月7日   | 戦姫絶唱シンフォギアXV キャラクターソング5 マリア・カデンツァヴナ・イヴ                            | マリア・カデンツァヴナ・イヴ（日笠陽子） | 「白銀の炎 -keep the faith-」 | テレビアニメ『戦姫絶唱シンフォギアXV』挿入歌                                             |
| 8月7日   | 戦姫絶唱シンフォギアXV キャラクターソング5 マリア・カデンツァヴナ・イヴ                            | マリア・カデンツァヴナ・イヴ（日笠陽子） | 「此の今を生きるヒカリ」 | テレビアニメ『戦姫絶唱シンフォギアXV』関連曲                                             |
| 8月13日  | True Days                                                                                          | 中紅ユア（日笠陽子） | 「True Days」 | Webアニメ『みるタイツ』エンディングテーマ                                                |
| 8月13日  | True Days                                                                                          | 藍川レン（戸松遥）、中紅ユア（日笠陽子）、萌黄ホミ（洲崎綾） | 「True Days」 | Webアニメ『みるタイツ』エンディングテーマ                                                |
| 10月2日  | 戦姫絶唱シンフォギアXV BD・DVD 第1巻特典CD                                                         | 立花響（悠木碧）、風鳴翼（水樹奈々）、雪音クリス（高垣彩陽）、マリア・カデンツァヴナ・イヴ（日笠陽子）、月読調（南條愛乃）、暁切歌（茅野愛衣） | 「六花繚乱」 | テレビアニメ『戦姫絶唱シンフォギアXV』挿入歌                                             |
| 10月2日  | 戦姫絶唱シンフォギアXV BD・DVD 第1巻特典CD                                                         | 風鳴翼（水樹奈々）、マリア・カデンツァヴナ・イヴ（日笠陽子） | 「Angelic Remnant」 | テレビアニメ『戦姫絶唱シンフォギアXV』挿入歌                                             |
| 11月20日 | 魔法少女リリカルなのは キャラクターソング コンプリートBOX                                          | イリス（日笠陽子）、ユーリ（阿澄佳奈） | 「Winds on hope〜荒野の果てへ〜」 | 劇場アニメ『魔法少女リリカルなのは』関連曲                                               |
| 12月4日  | 戦姫絶唱シンフォギアXD UNLIMITED キャラクターソングアルバム2                                       | 立花響（悠木碧）、マリア・カデンツァヴナ・イヴ（日笠陽子）、天羽奏（高山みなみ） | 「光槍・ガングニール」 | ゲーム『戦姫絶唱シンフォギアXD UNLIMITED』関連曲                                         |
| 12月4日  | ありふれた職業で世界最強 キャラソンミニアルバム                                                    | ティオ・クラルス（日笠陽子） | 「DRAGON'S HIGH」 | テレビアニメ『ありふれた職業で世界最強』挿入歌                                           |
| 2020年   | | | |                                                                                          |
| 2月5日   | 戦姫絶唱シンフォギアXV BD・DVD 第5巻特典CD                                                         | 立花響（悠木碧）、風鳴翼（水樹奈々）、雪音クリス（高垣彩陽）、マリア・カデンツァヴナ・イヴ（日笠陽子）、月読調（南條愛乃）、暁切歌（茅野愛衣）、キャロル・マールス・ディーンハイム（水瀬いのり） | 「PERFECT SYMPHONY」 | テレビアニメ『戦姫絶唱シンフォギアXV』挿入歌                                             |
| 2月5日   | 戦姫絶唱シンフォギアXV BD・DVD 第5巻特典CD                                                         | 立花響（悠木碧）、風鳴翼（水樹奈々）、雪音クリス（高垣彩陽）、マリア・カデンツァヴナ・イヴ（日笠陽子）、月読調（南條愛乃）、暁切歌（茅野愛衣）、小日向未来（井口裕香） | 「Xtreme Vibes」 | テレビアニメ『戦姫絶唱シンフォギアXV』挿入歌                                             |
| 3月4日   | 戦姫絶唱シンフォギアXV BD・DVD 第6巻特典CD                                                         | 立花響（悠木碧）、風鳴翼（水樹奈々）、雪音クリス（高垣彩陽）、マリア・カデンツァヴナ・イヴ（日笠陽子）、月読調（南條愛乃）、暁切歌（茅野愛衣）、小日向未来（井口裕香） | 「未来へのフリューゲル」 | テレビアニメ『戦姫絶唱シンフォギアXV』挿入歌                                             |
| 4月29日  | プリンセスコネクト！Re:Dive PRICONNE CHARACTER SONG 14                                             | ノゾミ（日笠陽子）、チカ（福原綾香）、ツムギ（木戸衣吹） | 「Call Me Darling!」 | ゲーム『プリンセスコネクト！Re:Dive』挿入歌                                              |
| 9月18日  | 音速EXIST［モンソニ！］                                                                            | 背徳ピストルズ | 「音速EXIST」 | Webアニメ『モンソニ！』関連曲                                                            |
| 10月4日  | AIカードダス／アニメ『ゼノンザード＜ZENONZARD＞』 ベストアルバム「ELEMENTS」                       | メディーラ・バラーニ（日笠陽子） | 「ス・リ・ル」 | ゲーム『ゼノンザード』挿入歌                                                             |
| 12月16日 | 魔法科高校の劣等生 来訪者編 BD・DVD 第1巻特典CD                                                    | 司波深雪（早見沙織）、アンジェリーナ＝クドウ＝シールズ（日笠陽子） | 「Rivalry」 | テレビアニメ『魔法科高校の劣等生 来訪者編』関連曲                                        |
| 12月16日 | 魔法科高校の劣等生 来訪者編 BD・DVD 第1巻特典CD                                                    | 司波深雪（早見沙織）、アンジェリーナ＝クドウ＝シールズ（日笠陽子） | 「燦然RELOADED」 | ゲーム『魔法科高校の劣等生 リローデッド・メモリ』主題歌                                  |
| 12月23日 | 荒野のコトブキ飛行隊 大空のテイクオフガールズ！ チームソングミニアルバム                           | ムラクモ空賊団 | 「繚乱天華」 | ゲーム『荒野のコトブキ飛行隊 大空のテイクオフガールズ!』挿入歌                           |
| 2021年   | | | |                                                                                          |
| 2月24日  | 走れ！ with ヤマサキセイヤ（キュウソネコカミ）                                                     | POLYSICS with 赤血球（榎木淳弥）&白血球（日笠陽子） | 「上を向いて運ぼう」 | テレビアニメ『はたらく細胞BLACK』エンディングテーマ                                      |
| 4月14日  | 魔法科高校の劣等生 来訪者編 BD・DVD 第5巻特典CD                                                    | アンジェリーナ＝クドウ＝シールズ（日笠陽子） | 「ultramarine」 | テレビアニメ『魔法科高校の劣等生 来訪者編』関連曲                                        |
| 9月17日  | パチスロ麻雀物語4 オリジナルサウンドトラック                                                       | 風上三姉妹、マシロ（中司ゆう花） | 「MIRACLE DREAM〜Let's GO ポンチー！〜」 | パチスロ『麻雀物語4』関連曲                                                              |
| 9月29日  | プリンセスコネクト！Re:Dive PRICONNE CHARACTER SONG 23                                             | ノゾミ（日笠陽子）、チカ（福原綾香）、ツムギ（木戸衣吹） | 「ジャストアモーメント！」 | ゲーム『プリンセスコネクト！Re:Dive』挿入歌                                              |
| 9月29日  | プリンセスコネクト！Re:Dive PRICONNE CHARACTER SONG 23                                             | ノゾミ（日笠陽子） | 「ジャストアモーメント！」 | ゲーム『プリンセスコネクト！Re:Dive』挿入歌                                              |
| 2022年   | | | |                                                                                          |
| 1月26日  | Courage Soul                                                                                       | 麻倉葉（日笠陽子） | 「Courage Soul」 | テレビアニメ『SHAMAN KING』エンディングテーマ                                            |
| 2023年   | | | |                                                                                          |
| 6月14日  | 戦姫絶唱シンフォギアXD UNLIMITED キャラクターソングアルバム3                                       | マリア・カデンツァヴナ・イヴ（日笠陽子） | 「Stay with Nova」 | ゲーム『戦姫絶唱シンフォギアXD UNLIMITED』関連曲                                         |
| 6月14日  | 戦姫絶唱シンフォギアXD UNLIMITED キャラクターソングアルバム3                                       | マリア・カデンツァヴナ・イヴ（日笠陽子）、月読調（南條愛乃）、暁切歌（茅野愛衣） | 「決意と愛の旋律」 | ゲーム『戦姫絶唱シンフォギアXD UNLIMITED』関連曲                                         |
| 10月7日  | レゾナンス・レゾナンス                                                                             | イノー（日笠陽子）、エンヤァ（加隈亜衣） | 「レゾナンス・レゾナンス」 | テレビアニメ『攻略うぉんてっど!〜異世界救います!?〜』エンディングテーマ                  |
| 11月30日 | -                                                                                                  | マリア（日笠陽子） | 「祈り」 | テレビアニメ『ビックリメン』エンディングテーマ                                           |
| 2024年   | | | |                                                                                          |
| 3月6日   | ウマ娘 プリティーダービー WINNING LIVE 16                                                          | スペシャルウィーク（和氣あず未）、オグリキャップ（高柳知葉）、ゴールドシップ（上田瞳）、ナリタブライアン（衣川里佳）、タマモクロス（大空直美）、マンハッタンカフェ（小倉唯）、アグネスタキオン（上坂すみれ）、サトノダイヤモンド（立花日菜）、キタサンブラック（矢野妃菜喜）、サクラローレル（真野美月）、ヴィルシーナ（奥野香耶）、ジャングルポケット（藤本侑里）、ドゥラメンテ（秋奈）、ラインクラフト（小島菜々恵）、シーザリオ（佐藤榛夏)、オルフェーヴル（日笠陽子）、ジェンティルドンナ（芹澤優）、ウインバリアシオン（月城日花）                                                              | 「U.M.A. NEW WORLD!!」 | ゲーム『ウマ娘 プリティーダービー』関連曲                                                |
| 3月6日   | ウマ娘 プリティーダービー WINNING LIVE 16                                                          | スペシャルウィーク（和氣あず未）、オグリキャップ（高柳知葉）、ゴールドシップ（上田瞳）、ナリタブライアン（衣川里佳）、タマモクロス（大空直美）、マンハッタンカフェ（小倉唯）、アグネスタキオン（上坂すみれ）、サトノダイヤモンド（立花日菜）、キタサンブラック（矢野妃菜喜）、サクラローレル（真野美月）、サトノクラウン（鈴代紗弓）、シュヴァルグラン（夏吉ゆうこ）、ヴィルシーナ（奥野香耶）、ジャングルポケット（藤本侑里）、ドゥラメンテ（秋奈）、ラインクラフト（小島菜々恵）、シーザリオ（佐藤榛夏）、オルフェーヴル（日笠陽子）、ジェンティルドンナ（芹澤優）、ウインバリアシオン（月城日花） | 「うまぴょい伝説」 | ゲーム『ウマ娘 プリティーダービー』関連曲                                                |
| 3月27日  | アニメ「休日のわるものさん」音楽集                                                                 | 紬原ももか（阿澄佳奈）、七久間りおん（日笠陽子）、篠永えま（新谷良子） | 「ときめきは魔法ね!エンジェル☆アニマ」 | テレビアニメ『休日のわるものさん』劇中歌                                                 |
| 4月24日  | 『SHAMAN KING FLOWERS』Blu-ray BOX 特典CD                                                          | 麻倉花（日笠陽子） | 「種」 | テレビアニメ『SHAMAN KING FLOWERS』関連曲                                                |
| 4月26日  | どんまい                                                                                           | 夜叉ノ國バンド ボーカル：イヅナ（日笠陽子） | 「どんまい」 | ゲーム『ラグナドール 妖しき皇帝と終焉の夜叉姫』関連曲                                    |
| 6月12日  | 『BLUE PROTOCOL』Songs Collection「星の彼方へ／バファリア聖歌」                                    | シャルロット (千本木彩花)、ミルレーネ (日笠陽子)、ララフォルテ (大橋彩香) | 「星の彼方へ」 「バファリア聖歌」 | ゲーム『BLUE PROTOCOL』関連曲                                                            |
| 10月30日 | テレビアニメ『なぜ僕の世界を誰も覚えていないのか?』 キャラクターソング                             | ヴァネッサ（日笠陽子） | 「煉獄のグロリア」 | テレビアニメ『なぜ僕の世界を誰も覚えていないのか?』関連曲                                |
| 11月27日 | プリンセスコネクト！Re:Dive PRICONNE CHARACTER SONG 42                                             | ノゾミ（日笠陽子）、ルイズマリー(鈴代紗弓）、イロハ（青山吉能）、ソノ（井上ほの花） | 「Dance in the Fragrance」 | ゲーム『プリンセスコネクト！Re:Dive』挿入歌                                              |
| 2025年   | | | |                                                                                          |
| 3月5日   | ウマ娘 プリティーダービー WINNING LIVE 24                                                          | オルフェーヴル（日笠陽子） | 「以下、勅命」 | ゲーム『ウマ娘 プリティーダービー』関連曲                                                |
| 3月5日   | ウマ娘 プリティーダービー WINNING LIVE 24                                                          | ゴールドシップ（上田瞳）、ナカヤマフェスタ（下地紫野）、デアリングタクト（羊宮妃那）、ラインクラフト（小島菜々恵）、デアリングハート（希水しお）、フサイチパンドラ（佳原萌枝）、オルフェーヴル（日笠陽子）、ドリームジャーニー（吉岡茉祐）、フェノーメノ（日比優理香）、ブラストワンピース（紫月杏朱彩）、アーモンドアイ（石原夏織）、ラッキーライラック（中島由貴）、グランアレグリア（夏目妃菜）、ラヴズオンリーユー（久保田未夢）、クロノジェネシス（真名瀬日和）、カレンブーケドール（小田杏樹）                                                                                                 | 「STARTING FORCE」 | ゲーム『ウマ娘 プリティーダービー』関連曲                                                |
| 3月5日   | ウマ娘 プリティーダービー WINNING LIVE 24                                                          | ゴールドシップ（上田瞳）、ナカヤマフェスタ（下地紫野）、ミスターシービー（天海由梨奈）、デアリングタクト（羊宮妃那）、ラインクラフト（小島菜々恵）、デアリングハート（希水しお）、フサイチパンドラ（佳原萌枝）、オルフェーヴル（日笠陽子）、ドリームジャーニー（吉岡茉祐）、フェノーメノ（日比優理香）、ブラストワンピース（紫月杏朱彩）、アーモンドアイ（石原夏織）、ラッキーライラック（中島由貴）、グランアレグリア（夏目妃菜）、ラヴズオンリーユー（久保田未夢）、クロノジェネシス（真名瀬日和）、カレンブーケドール（小田杏樹）                                                                 | 「うまぴょい伝説」 | ゲーム『ウマ娘 プリティーダービー』関連曲                                                |

## その他参加作品
| 発売日        | 商品名                    | 歌       | 楽曲                                     | 備考                               |
| ------------- | ------------------------- | -------- | ---------------------------------------- | ---------------------------------- |
| 2008年7月7日  | RHYTHM DIMENSION          | 日笠陽子 | 「RHYTHM DIMENSION」 「THRILL VANGUARD」 | 永野椎菜『ShiinaTactix』関連曲     |
| 2008年9月1日  | IN THE NAME OF LOVE       | 日笠陽子 | 「IN THE NAME OF LOVE」                  | 永野椎菜『ShiinaTactix』関連曲     |
| 2011年1月26日 | CR孔雀王                  | 日笠陽子 | 「光闇（ヒカリ）」 「いつも一緒に」      | パチンコ『CR孔雀王』関連曲         |
| 2023年4月26日 | CrosSing Collection vol.2 | 日笠陽子 | 「Over Soul」 「TESTAMENT」              | 『CrosSing - Music＆Voice-』関連曲 |